# Katharina-von-Bora-Kirche (Werkleitz)

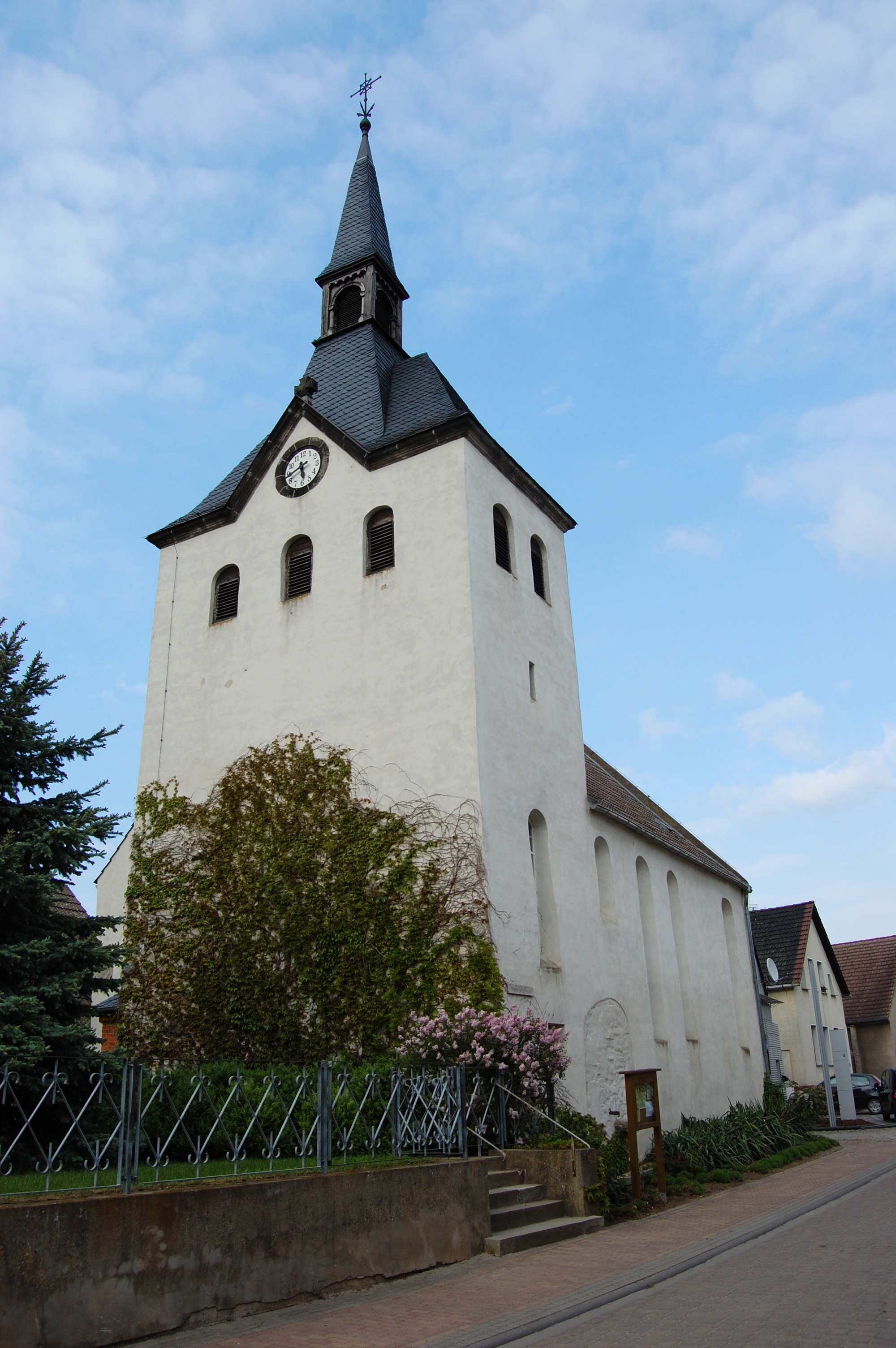
Katharina-von-Bora-Kirche

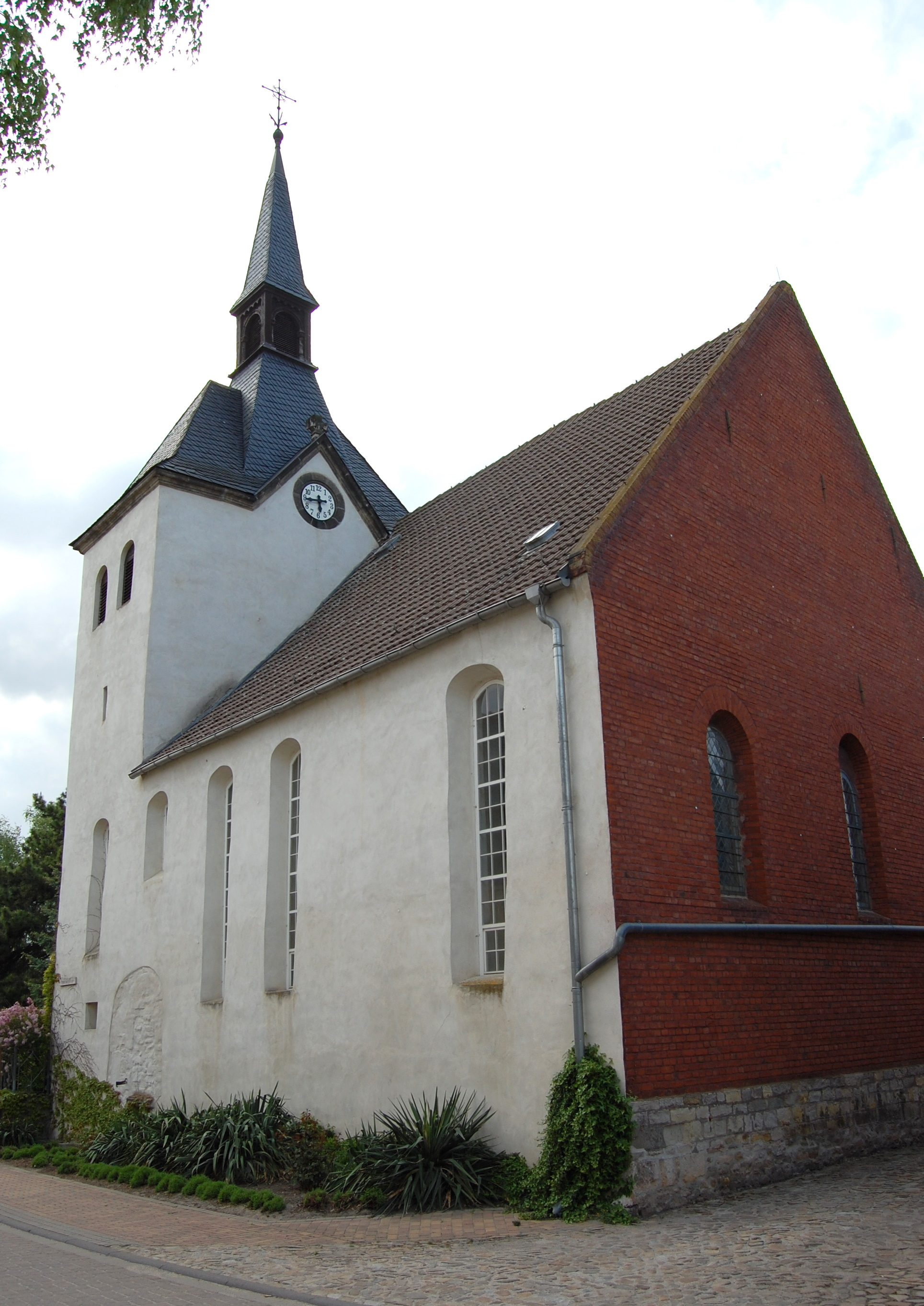
Ostseite

Die Katharina-von-Bora-Kirche ist die evangelische Kirche des Dorfes Werkleitz in der Stadt Barby in Sachsen-Anhalt.
Namenspatronin ist Katharina von Bora, die Frau des Reformators Martin Luther.

## Architektur und Geschichte
Die Kirche ist mittelalterlichen Ursprungs und aus Bruchsteinen errichtet. Um 1700 wurde das Kirchenschiff nach Norden erweitert. Im 19. Jahrhundert wurde die Ostwand mit rotem Backstein neu gemauert. In der zweiten Hälfte des 19. Jahrhunderts entstand auf dem querrechteckigen Westturm ein kleiner Dachreiter.
Das Kircheninnere wird von einer flachen Decke überspannt. An der Westseite befindet sich eine Empore mit einem kleinen Orgelprospekt aus der Zeit des Barock. Die übrige Ausstattung stammt überwiegend aus einer Erneuerung aus den 1960er Jahren.
Von 1912 bis 1923 war der Theologe Albert Hosenthien Pfarrer an der Kirche.